# اولریکا کناپ
اولریکا کناپ (انگلیسی: Ulrika Knape؛ زادهٔ ۲۶ آوریل ۱۹۵۵) شیرجه‌رو اهل سوئد بود.
وی در مسابقات کشوری و بین‌المللی در مجموع برندهٔ ۴ مدال طلا، ۳ مدال نقره، ۱ مدال برنز شده‌است.